# José de Mier
José Joaquín de Mier Guerra (Chiclana de la Frontera, 1 de junio de 1947) es un político español del PSOE y alcalde de Chiclana de la Frontera 1986 a 1994.
Casado y padre de dos hijos, Inicio los estudios en la Facultad de Ciencias de la Universidad de Sevilla, para continuarlos en la Escuela de Ingeniería Técnica de Obras Públicas de Madrid, donde los concluyó en 1971.

## Trayectoria
En 1971 inicia su actividad profesional en la empresa privada, concretamente en las constructoras Dragados y Construcciones y Guesola S.A., permaneciendo en esta última hasta que en octubre de 1976 accede a la Administración Pública, como funcionario del Ministerio de Trabajo adscrito al Instituto Nacional de Empleo, ocupando diferentes destinos en Jerez, Chiclana y Cádiz. En la actualidad, es funcionario del Ministerio de Trabajo y Asuntos Sociales, con categoría de subinspector de Trabajo, estando en situación de excedencia especial desde el año 1983
En ese año concurre a las elecciones municipales en la candidatura del Partido Socialista al Ayuntamiento de Chiclana de la Frontera, consiguiendo acta de concejal y asumiendo las responsabilidades de la Delegación Municipal de Urbanismo. En 1986 accede a la Alcaldía de su ciudad natal, tras la dimisión del anterior alcalde, Sebastián Saucedo Moreno.
En las locales de 1987 y 1991 revalidó la alcaldía con mayoría absoluta, presentándose en ambas ocasiones como cabeza de la lista del PSOE. Ocupa el cargo de alcalde hasta el mes de septiembre de 1994, durante este período fue, además, el primer presidente de la Mancomunidad de Municipios de la Bahía de Cádiz, y vicepresidente de la Federación Andaluza de Municipios y Provincias. 
El Consejo de Ministros nombró el 21 de mayo a José de Mier, Delegado del estado en la Zona Franca de Cádiz tras el cambio de Gobierno surgido de las elecciones del pasado 14 de marzo. Desde 1994, ocupaba la Delegación Provincial de Obras Públicas de la Junta de Andalucía en Cádiz.
Por último, en el Novo Sancti Petri hay una rotonda llamada, Glorieta Alcalde José de Mier, que da honor José Joaquín de Mier Guerra.